# 装甲兵大将
装甲兵大将（ドイツ語: General der Panzertruppe）は、ドイツ陸軍で運用される兵科大将の一種である。ドイツ国防軍の陸軍においては大将に当たる階級であった。現在のドイツ連邦軍ではNATO階級符号のOF-6に相当する将官が充てられ、装甲兵の訓練と装備に責任を持つ立場の者を指す。

## ドイツ国防軍における装甲兵大将
1935年に創設された。装甲兵大将に任じられたものは主に装甲軍団を指揮した。古くからドイツに存在する歩兵大将、騎兵大将、砲兵大将と同様の地位にあり、上級大将に次いで高い階級であった。

### 一覧
太字は後に上級大将へ昇進した人物。カッコ内は生没年。
- ハンス＝ユルゲン・フォン・アルニム (1889年 - 1962年)
- ヘルマン・バルク (1893年 - 1982年)
- エーリヒ・ブランデンベルガー (1882年 - 1955年)
- ヘルマン・ブライト (1892年 - 1964年)
- ハンス・クラーマー (1896年 - 1968年)
- ルートヴィヒ・クリューヴェル (1892–1958)
- カール・デッカー (1897年 - 1945年)
- ハインリヒ・エーバーバッハ (1895年 - 1992年)
- マクシミリアン・フォン・エーデルスハイム (1897年 - 1994年)
- ハンス＝カール・フォン・エセベック（英語版） (1892年 - 1955年)
- グスタフ・フェーン（英語版） (1892年 - 1945年)
- エルンスト・フェスマン（英語版） (1881年 - 1962年)
- ヴォルフガング・フィッシャー（英語版） (1888年 - 1943年)
- ヴァルター・フリース（英語版） (1894年 - 1982年)
- ハンス・フォン・フンク（英語版） (1891年 - 1979年)
- レオ・ガイヤー・フォン・シュヴェッペンブルク (1886年 - 1974年)
- フリッツ＝フーベルト・グレーザー（英語版） (1888年 - 1960年)
- ハインツ・グデーリアン (1888年 - 1954年)
- ヨーゼフ・ハルペ (1887年 - 1968年)
- ジークフリート・ヘンリチ（英語版） (1889年 - 1964年)
- トラウゴット・ヘル（英語版） (1890年 - 1976年)
- アルフレート・フォン・フービキ（英語版） (1887年 - 1971年)
- ハンス＝ヴァレンティーン・フーベ (1890年 - 1944年)
- ゲオルグ・ヤウエル（英語版） (1896年 - 1971年)
- ウェルナー・ケンプフ (1886年 - 1964年)
- モルティマー・フォン・ケッセル（英語版） (1893–1981)
- フリードリヒ・キルヒナー（英語版） (1885年 - 1960年)
- ウルリヒ・クリーマン（英語版） (1892年 - 1963年)
- オットー・フォン・クノーベルスドルフ (1886年 - 1966年)
- ヴァルター・クリューガー（英語版） (1892年 - 1973年)
- フリードリヒ・キューン（英語版） (1889年 - 1944年)
- アドルフ＝フリードリヒ・クンツェン（英語版） (1889年 - 1964年)
- ヴィリバルト・フォン・ランゲルマン・ウント・エレンカンプ (1890年 - 1942年)
- ヨアヒム・レメルセン（英語版） (1888年 - 1954年)
- ハインリヒ・フォン・リュトヴィッツ（英語版） (1896年 - 1969年)
- スミロ・フォン・リュトヴィッツ (1895年 - 1975年)
- オズヴァルト・ルッツ（英語版） (1876年 - 1944年)
- ハッソ・フォン・マントイフェル (1897年 - 1978年)
- カール・マウス (1898年 - 1959年)
- ヴァルター・モーデル[1] (1891年 - 1945年)
- ヴァルター・ネーリング (1892年 - 1983年)
- フリードリヒ・パウルス[1] (1890年 - 1957年)
- ゲオルク＝ハンス・ラインハルト (1887年 - 1963年)
- エルヴィン・ロンメル[1] (1891年 - 1944年)
- ハンス・レッティガー (1896年 - 1960年)
- ディートリヒ・フォン・ザウケン (1892年 - 1980年)
- フェルディナント・シャール（英語版） (1889年 - 1962年)
- ルドルフ・シュミット (1886年 - 1957年)
- ゲルハルト・フォン・シュヴェリーン（英語版） (1899年 - 1980年)
- フリードリーン・フォン・ゼンガー・ウント・エッターリン (1891年 - 1963年)
- ゲオルク・シュトゥンメ (1886年 - 1942年)
- ホルスト・シュトゥムプフ（英語版） (1887年 - 1958年)
- ヴィルヘルム・フォン・トーマ (1891年 - 1948年)
- グスタフ・フォン・ファースト（英語版） (1894年 - 1975年)
- ルドルフ・ファイエル（英語版） (1883年 - 1956年)
- ハインリヒ・フォン・フィーティングホフ (1887年 - 1952年)
- ニコラウス・フォン・フォルマン (1895年 - 1959年)
- ヴァルター・ヴェンク (1900年 - 1982年)

### ギャラリー

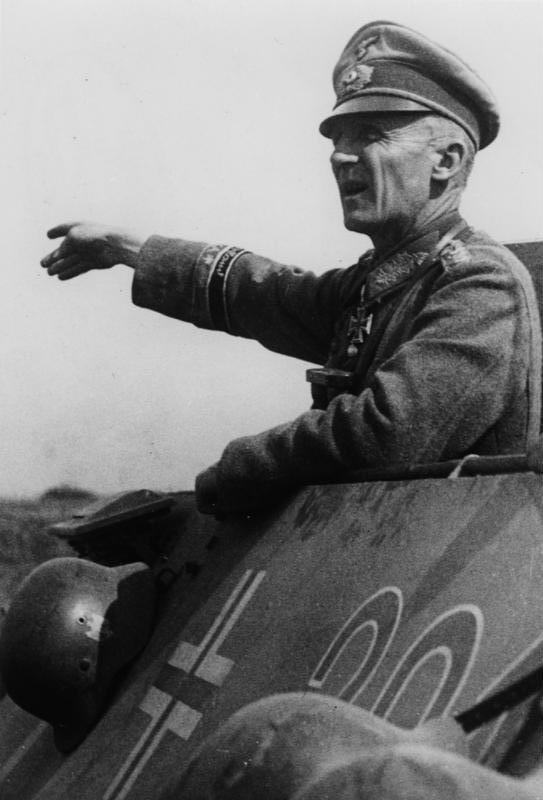
ハッソ・フォン・マントイフェル装甲兵大将 (1944年)
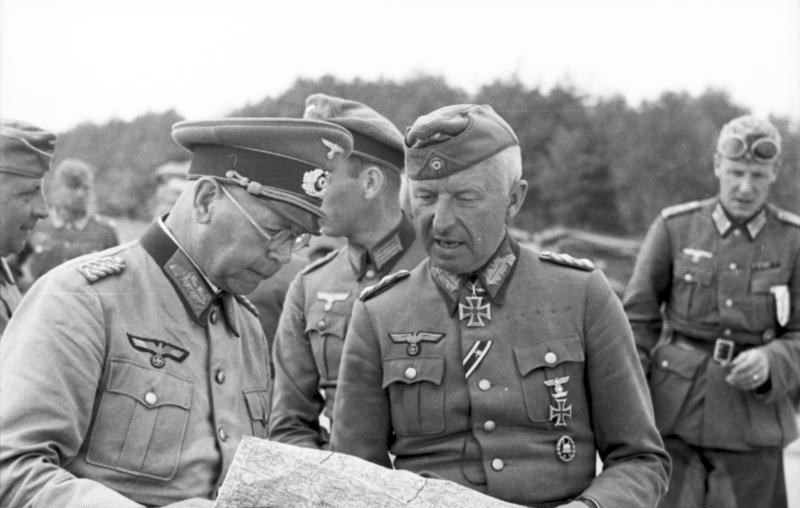
エーリヒ・ブランデンベルガー装甲兵大将 (左) ともに写るのはエーリヒ・フォン・マンシュタイン陸軍元帥 (1941年)
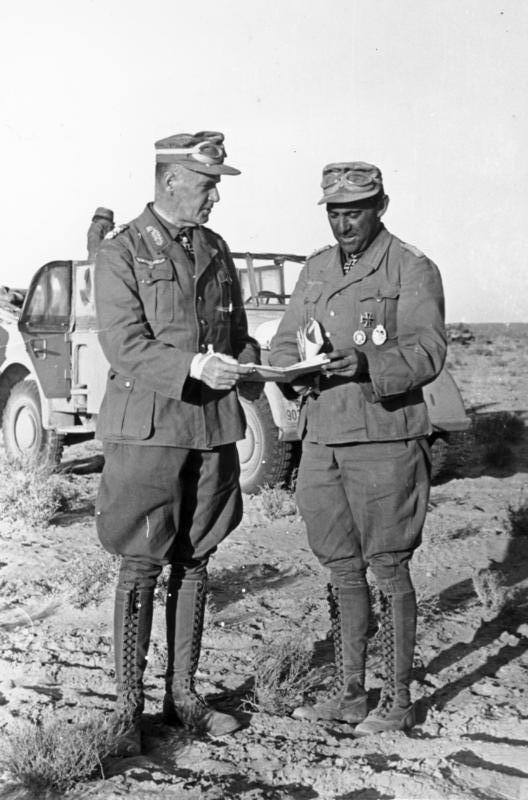
ルートヴィヒ・クリューヴェル装甲兵大将 (左) (1942年、北アフリカ)
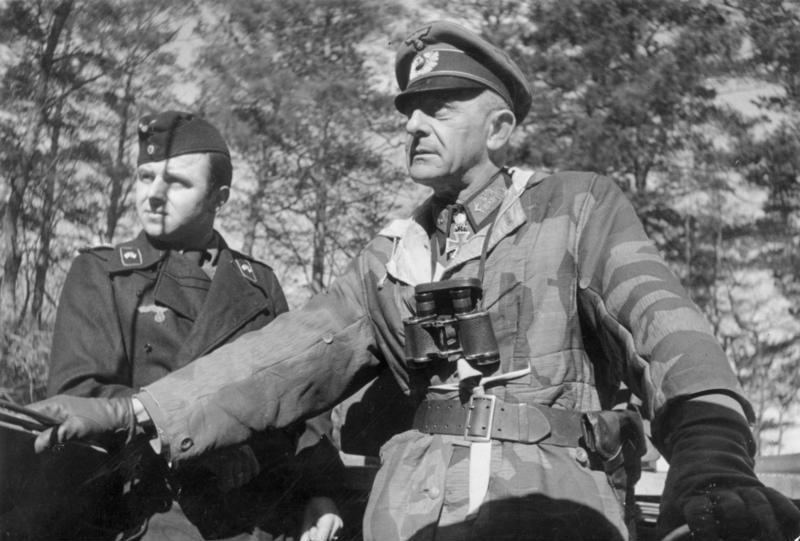
カール・マウス装甲兵大将 (1945年)
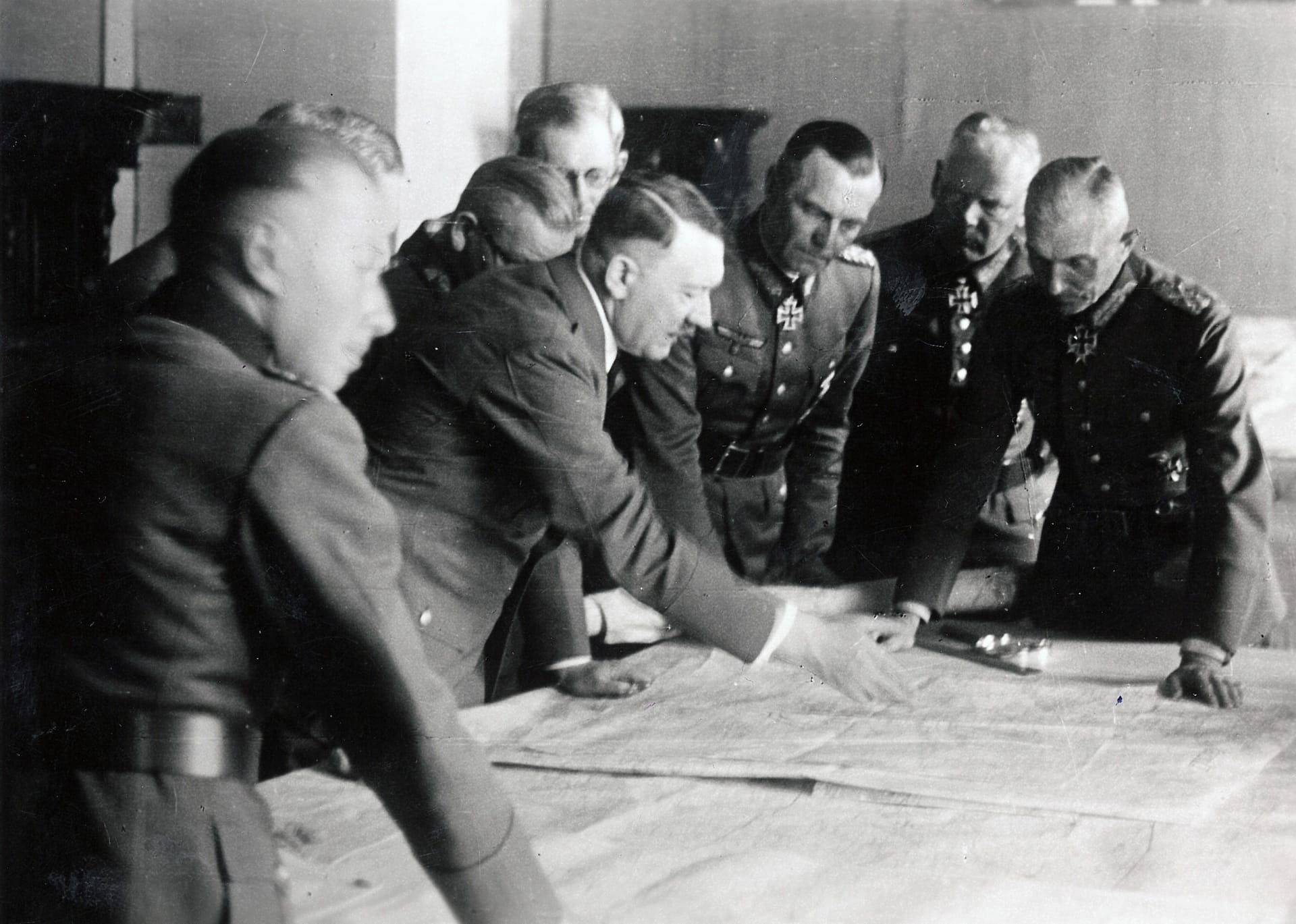
フリードリヒ・パウルス装甲兵大将 (右から3人目、1942年)

## ドイツ連邦軍における装甲兵大将
ドイツ連邦軍では装甲兵科において部隊の訓練と装備に責任を負う将官を指し、通常は准将が充てられる。装甲兵大将は、装甲兵学校の校長の地位と関係しており、対応する役職は他の兵科にも存在する。この場合、「装甲兵大将」は階級ではなく地位を指すので、時には大佐が自身の兵科の「大将」になることもある。敬称は Herr General あるいは Herr Oberst であり、Herr General der Panzertruppen とするのは階級を意味しないので正しくない。